# تاكي إينوي
تاكي إينوي (باليابانية: 井上隆智穂؛ بالكانا: いのうえ たかちほ) مواليد 5 سبتمبر 1963، هو سائق فورملا 1 ياباني سابق بدأ مسيرته الاحترافية سنة 1994. كان أول سباق له هو جائزة اليابان الكبرى 1994. خاض خلال مسيرته 18 سباقاً.